# Шевченківський район (Харків)
Шевче́нківський райо́н (до 2016 року — Дзержи́нський) — адміністративний район міста Харкова, розташований у північній його частині.

## Загальні відомості
Під житловими мікрорайонами та кварталами знаходиться 22 % площі району, населення — 15,0 % від загальної чисельності населення міста (займає за кількістю населення друге місце в місті після Салтівського), та займає другу за площиною територію після Київського району. У східній та північній частинах району розташовані великі масиви зелених насаджень: Центральний парк культури та відпочинку, лісопарк, Олексіївський лукопарк, сад ім. Т. Г. Шевченка, ботанічний сад Харківського університету тощо.
У районі розташовані Університетська гірка, Покровський монастир — витоки міста; майдан Свободи — найбільший у Європі; Історичний музей, Меморіал пам'яті, унікальна будівля Держпрому, Палац праці, Палац одруження, кіноконцертний зал «Україна», один з найкращих у світі пам'ятник Т. Г. Шевченко.

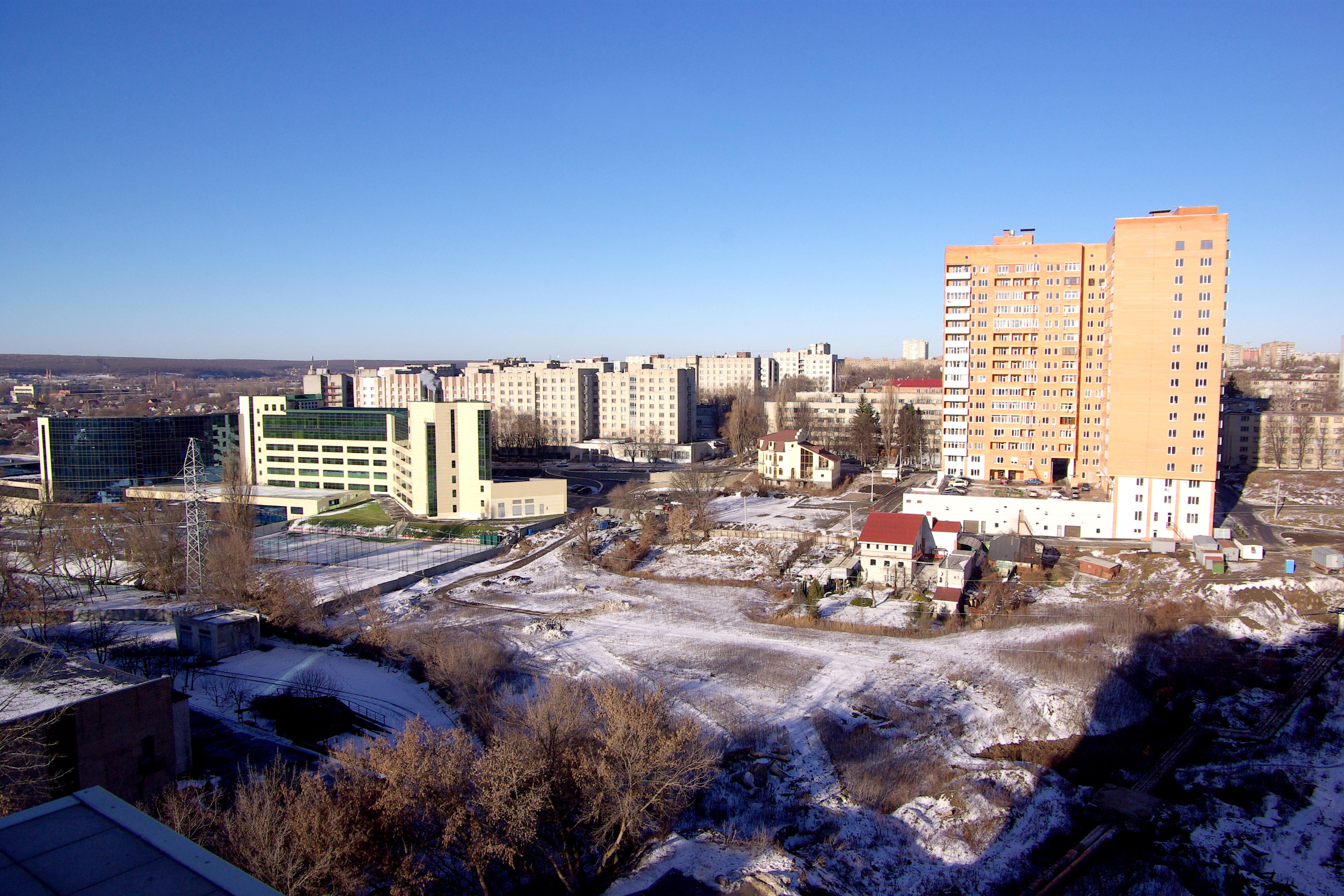

## Походження назви
Район носив ім'я Фелікса Едмундовича Дзержинського, одного із засновників ВЧК та організаторів «червоного терору» в Радянській Росії та на захоплених Червоною армією територіях.
Відповідно до Закону України «Про засудження комуністичного та націонал-соціалістичного (нацистського) тоталітарних режимів в Україні та заборону пропаганди їхньої символіки» 2 лютого 2016 року район перейменовано на честь видатного українського поета Тараса Григоровича Шевченка.

## Історія
День 01 листопада для Шевченківського району вважається днем його заснування (відлік ведеться від дати проведення першої сесії Дзержинської районної ради, що відбулася 01 листопада 1932 р.). Початкову назву район одержав від назви центральної міської площі (нині — майдан Свободи), яка перебуває на території району та в 19330-ті роки була названа імене Ф.Е. Дзержинського.

## Промисловість і торгівля
У районі працюють промислові підприємства: ДПУ «Харківгазвидобування», ЗАО «Біолік», ДП «Завод хімічних реактивів», НТК «Інститут монокристалів», ЗАТ «Завод харчових кислот», ВАТ «Харківський завод „Металіст“», ВАТ «Точприлад» тощо.
Станом на 01.07.2005 р. на обліку в Державній податковій інспекції по району знаходилось 26 859 суб'єктів підприємницької діяльності, у тому числі юридичних осіб — 11 488 та фізичних осіб — 15 371.
Станом на 01.07.2006 року споживчий ринок району налічував 683 підприємств торгівлі. В районі працюють 9 ринків та торговельних майданчиків, 541 підприємство громадського харчування, 498 підприємств побутового обслуговування населення.

## Освіта та наука

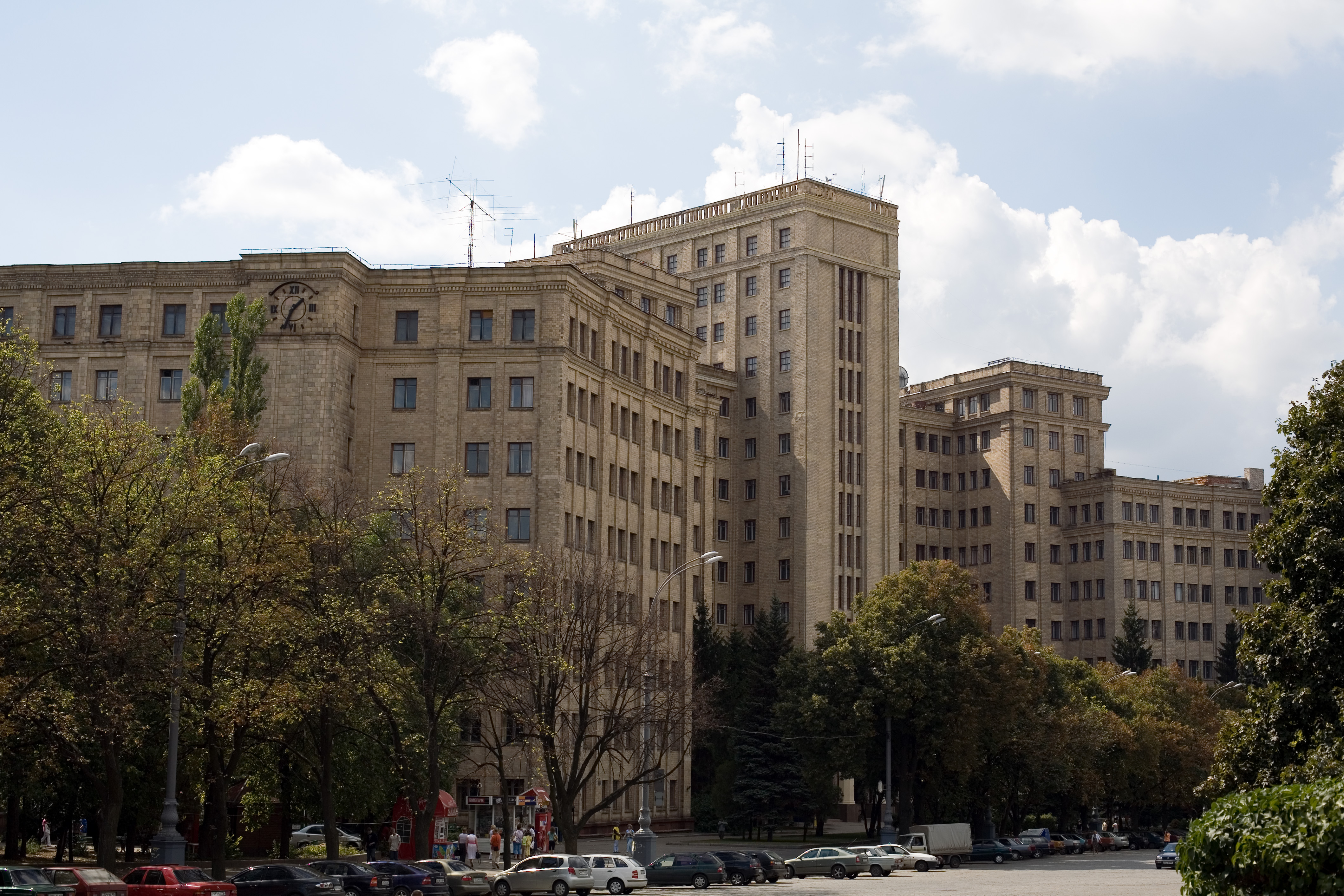
ХНУ ім. В. Н. Каразіна, центральний корпус

У районі знаходяться 18 вищих навчальних закладів, у яких навчаються 67,5 тисяч студентів. На території району розташовані:
- Харківський національний університет ім. В. Н. Каразіна;
- Харківський національний медичний університет;
- Харківський національний університет радіоелектроніки;
- Харківський національний економічний університет;
- Українська інженерно-педагогічна академія;
- Харківська державна академія фізичної культури та інші.

Працюють 33 середні навчальні установи, з них дві приватні та одна вечірня школа. Всього в навчальних закладах навчаються 18 865 учнів. Діють 24 дошкільні заклади, які відвідують 3 783 дитини, три позашкільних установи та НВК. Кількість вихованців в них становить 9 247 осіб.
На території Шевченківського району зареєстровано 52 науково-технічних заклади. Серед них — Науково-технологічний комплекс «Інститут монокристалів» НАН України, Фізико-технічний інститут низьких температур імені Б. І. Вєркіна НАН України, УкрДНТЦ «Енергосталь», АТЗТ «Важпромавтоматика», АТ «Важпромелектропроект», Український науково-дослідний інститут екологічних проблем тощо.

## Культура та туризм
На території району розташовані:
- Харківський державний академічний театр опери та балету ім. Лисенка;
- Харківський державний академічний український драматичний театр ім. Шевченка;
- Харківська обласна філармонія;
- Кіноконцертний зал «Україна»;
- Харківський планетарій;
- Харківський зоопарк;
- Український культурний центр;
- Історичний музей;
- Будинок культури УТОГ;
- 5 клубів і культурних центрів у вищих навчальних закладах;
- Кінотеатри імені Довженка, «Парк»
- Централізована бібліотечна система Шевченківського району

У районі розташовані найбільші готелі міста: «Харків», «Національ», «Мир», «Київський».

## Охорона здоров'я
У районі розташовані: 5 лікарень, 8 поліклінік і поліклінічних відділень, пологовий будинок, 4 диспансери, 1 санаторій, обласна станція переливання крові, Будинок дитини, Центр клінічної генетики і перинатальної діагностики, військовий шпиталь. На території району знаходяться НДІ загальної і невідкладної хірургії, Український НДІ протезування, НДІ гігієни праці і профзахворювань.

## Спорт
На території району знаходяться 5 басейнів загальною площею поверху води 3647 м², в тому числі Палац водного спорту Олімпійського навчально-спортивного центру «Акварена», спортивний комплекс ХНУ ім. В. Н. Каразіна «Вища школа», стадіони «Динамо», «Зірка», «Піонер», «Спартак».

## Житлове господарство
Житлове господарство району становить 1 055 житлових будинків загальною площею 3 973 тис. м², 86,9% житлового фонду приватизовано. У повному господарчому віданні ВЖРЕП Шевченківського району знаходиться 780 житлових будинків загальною площею 2837,2 тисячі м², де мешкають 116 289 осіб.
Обслуговування житлових будинків в районі здійснюють:
- виробниче житлове ремонтно—експлуатаційне підприємство Шевченківського району — 820 будинків;
- ВЖРЕП—2 — 21 будинок;
- житлово—будівельні кооперативи — 77 будинків;
- об'єднання співвласників багатоквартирних будинків — 38 будинків;
- відомства — 73 будинки та 26 гуртожитків.